# District de Đất Đỏ
Đẩt Đó est un district de la province de Bà Rịa-Vũng Tàu au sud-est du Viêt Nam, dans l'ancienne Cochinchine.

## Présentation
Il s'étend sur 190 km2 et avait une population de 62 683 habitants en 2003. 
Son chef-lieu se trouve à Phuoc Hai. Il est divisé en deux communes, celle de Phuoc Hai et celle de Đẩt Đó.